# Club Waterpolo Dos Hermanas
El Club Waterpolo Dos Hermanas es un club español de waterpolo de la ciudad de Dos Hermanas (Sevilla). Fue fundado en 1993. Han salido waterpolistas como Lorena Miranda, ganadora de la medalla de plata junto a la Selección femenina de waterpolo de España en los Juegos Olímpicos de 2012. 

## Historia
El deporte del waterpolo es uno de los que más desarrollo han registrado en las últimas dos décadas. De ser un deporte minoritario, practicado solo en algunas piscinas andaluzas, el waterpolo nazareno se ha consolidado como referente indiscutible en el panorama andaluz y español. El equipo senior masculino ha sido tres veces consecutivas campeón de la Liga Andaluza y ha disputado en varias ocasiones la fase de ascenso a liga nacional, ya conseguido en la temporada 11/12. El equipo femenino pasea el nombre de Dos Hermanas por la liga nacional española, convirtiéndose en el primer equipo andaluz femenino que va a jugar en la máxima división nacional, División de Honor. La mejor prueba del auge del waterpolo en Dos Hermanas es la presencia en las selecciones de España de waterpolistas nazarenos como Álvaro Moreno o Lucía Trinidad, y ahora, con la participación en Londres 2012 de Lorena Miranda Dorado. 
A raíz de la construcción de la piscina cubierta, en el año 1993 se constituye, bajo la presidencia de Rúper Sánchez, el Club Waterpolo Dos Hermanas, integrado por componentes de equipos de barriadas que competían en verano. A pesar de esta integración en un solo equipo, en verano los equipos locales seguían funcionando por su cuenta. 
En el panorama waterpolista andaluz, el “Club Waterpolo Dos Hermanas” pronto ocupó el lugar que se merecía. Comenzó la andadura el equipo senior masculino en 2ª Andaluza, para después ascender a Primera Andaluza, en la que fue campeón de manera consecutiva tres años desde la temporada 2003-2004. El equipo senior ha llegado a jugar varias veces la fase de ascenso a la Liga Nacional, conseguido en la temporada 2011-2012. El equipo femenino no ha sido menos, y ha sido campeón de Andalucía en siete ocasiones.
Tras la creación del equipo senior, nacieron el equipo juvenil (que consiguió para el club su primer título, al proclamarse campeones de Andalucía en la temporada 1997-98 y en la temporada 2011-2012 conseguir el cuarto puesto en el campeonato de España) y el femenino, que ha disputado cuatro Copas de la Reina y actualmente juega simultáneamente las ligas andaluza y nacional. En las dos temporadas seguidas las chicas estuvieron a punto de dar la gran campanada al jugar la fase de promoción a División de Honor, pero no ha sido hasta la temporada 2008 / 2009 cuando se ha alcanzado dicho sueño.
Además de la llamada de Álvaro Moreno y Lucía Trinidad a la selección española, en todos estos años el waterpolo nazareno ha destacado de manera notable en Andalucía. Han sido llamados a la selección andaluza, en diversas ocasiones, entre otros: Juan Castillo, Álvaro Moreno, Francisco Javier Sánchez, Carlos Jarana, Daniel Sánchez, Joaquín Amador e incluso Rúper Sánchez como seleccionador. En una ocasión, llegó a haber 5 jugadores nazarenos en la selección júnior andaluza, además del entrenador. También han sido designados con el galardón de mejor jugador andaluz del año “Jota” Murube o Javier Cortés, y hasta cuatro chicas han sido elegidas como “Mejor Jugadora Andaluza”: Ana Aretxabaleta, Lucía Trinidad, Mar Escaño y Mari Cruz Muñoz. Las féminas han llegado a contar entre sus filas con algunas waterpolistas extranjeras, como las suecas Ulrica Fosber y Anna Söderlund, la eslovaca Lubica Sabolova, la alemana Maren, la portuguesa Ines Braga y la cubana Lisandra Prometa. 
El último hito en el waterpolo nazareno ha sido el gran salto de calidad en las instalaciones como consecuencia de la inauguración, en la temporada 2006-2007, del Centro Municipal Acuático y Deportivo, ubicado en Montequinto. Esta instalación ha dado un gran impulso sobre todo a las categorías inferiores, que ya están empezando a dar las primeras alegrías. En la categoría infantil, la joven promesa Luis Jiménez ha sido el último en ser llamado por la selección andaluza y fue elegido mejor Jugador del Campeonato de España.
En 2009, su equipo femenino consiguió el ascenso a la División de Honor de waterpolo femenino de España.
En 2012 una de sus mejores waterpolistas, Lorena Miranda ganó medalla de plata en los Juegos Olímpicos de Londres 2012

## Palmarés
- 3 Ligas Andaluzas de waterpolo masculino.
- 8 Ligas Andaluzas de waterpolo femenino.

## Presidentes
- Rúper Sánchez
- Rafael Ibáñez
- Manuel Macías
- Rocío Atienza Jurado